# Microsoft 365 Copilot
Microsoft 365 Copilot（マイクロソフト 365 コパイロット）は、マイクロソフトが提供している、OpenAIの大規模言語モデル （LLM）のGPTを使用した、Microsoft 365アプリケーション、カレンダー、メール、Microsoft Graphのデータなどが連携するアプリ。
Microsoft公式サイトのプレリリース、プレス発表によると、Copilotは、Word、Excel、PowerPoint、Outlook、TeamsなどのMicrosoft 365アプリケーションに組み込まれており、国内国外を問わず、ユーザの言葉を地球上の誰とでも共有できるようになるという。

## 沿革
2023年3月16日に発表。
2023年4月より、一部のユーザーには実装版Copilotが提供されていた。つまり、このCopilotは単なる予定、仮定、実験段階ではなく、既に実装され、世界中の「Chosen few（少数の選ばれた人）」において実際に稼働中である。2023年4月から、数週間以内に、全世界のMicrosoft 365ユーザーに順次提供される予定とされた。
2023年11月1日より一般提供されている。価格は1ユーザーあたり年間$360で、Microsoft 365 エンタープライズプランの Microsoft 365 E3 もしくは E5 ライセンスも必要。